# Microthrissa congica
Microthrissa congica är en fiskart som först beskrevs av Regan, 1917.  Microthrissa congica ingår i släktet Microthrissa och familjen sillfiskar. Inga underarter finns listade i Catalogue of Life.